# ピデ

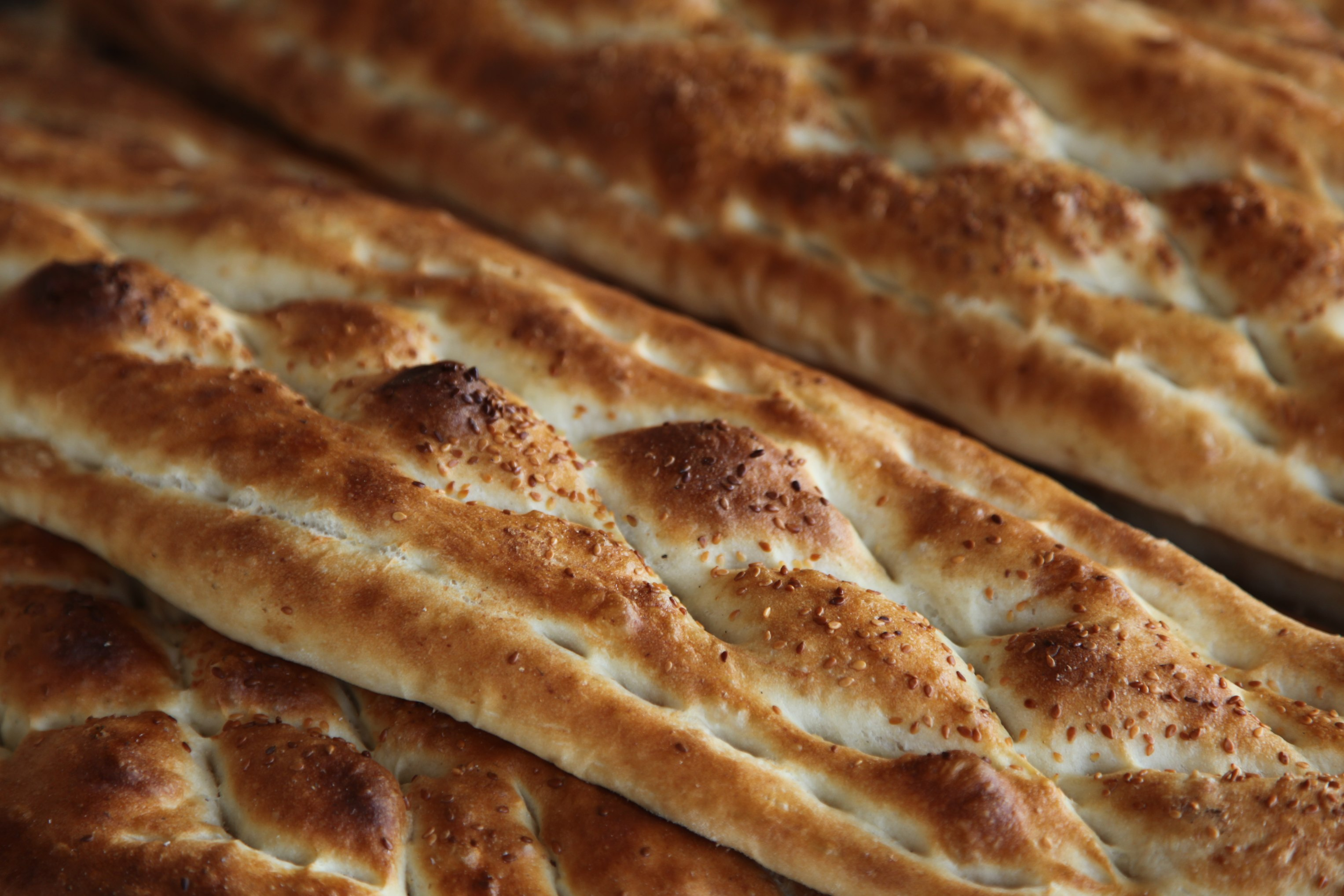
ピデの例

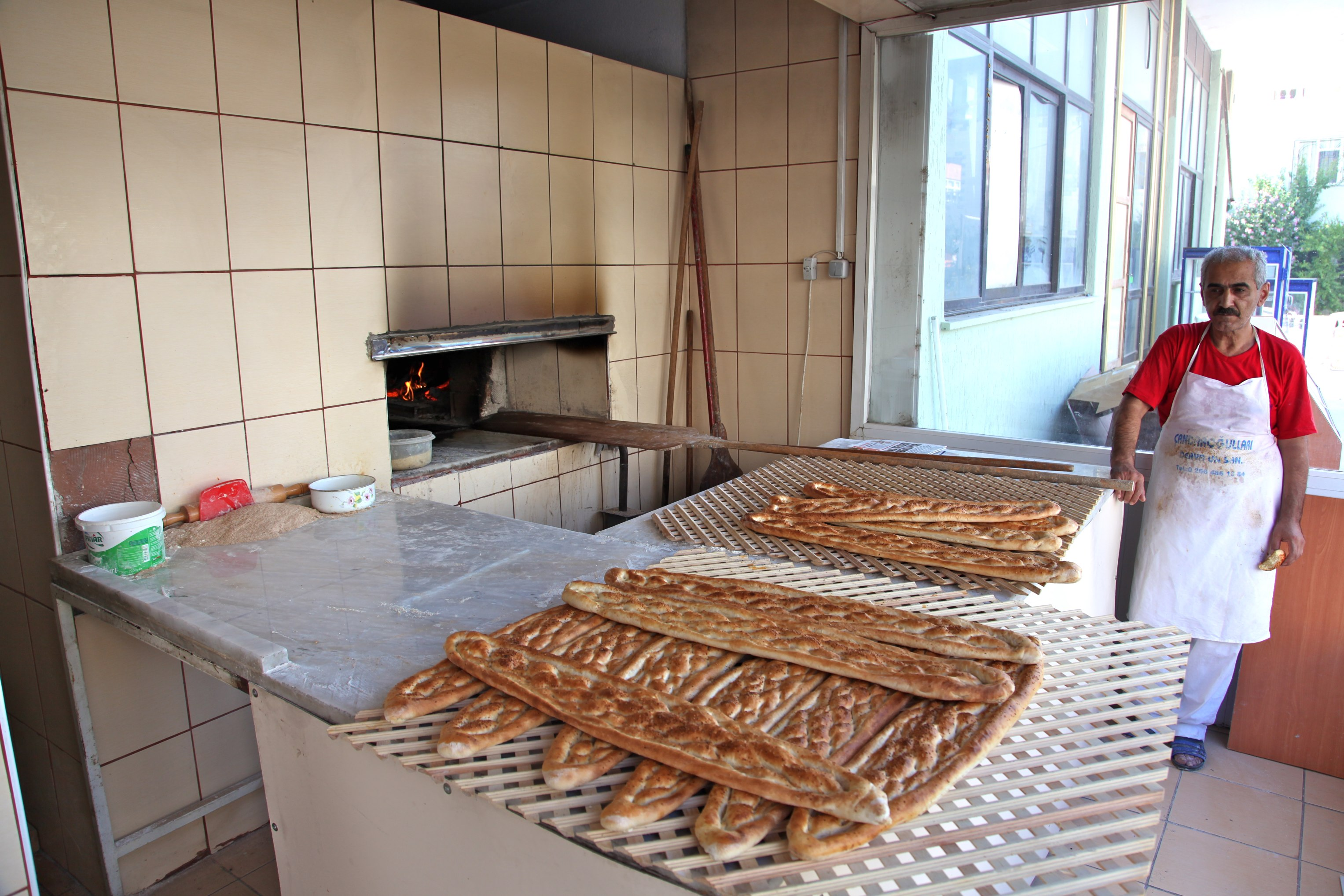
ピデとピデを焼く窯

ピデ（トルコ語: pide）は、トルコのパンの一種。直径30センチメートルほどの円形をしており、トルコの食卓に欠かせない食材である。
フルンと呼ばれる窯で焼く。
ピデに具を乗せたイチリ・ピデもまたトルコで好まれる料理であり、単に「ピデ」と呼ばれることも多い。日本ではイチリ・ピデを「トルコ風ピザ」と紹介されることも多いが、ピデの全てがピザのように具が乗っているわけではない。
トルコのパンにはエキメキ、バゲットのようなフランジャラ、薄く無発酵のラヴァシュ、シミットなどもあるが、ナンのように薄く伸ばしたパンがピデである。ピタパンのようなパンもピデと呼ばれ、挽き肉、チーズ、卵を入れるピデもある。
ケバブを提供する店では、ピデを4角形に切り、各種のケバブを乗せて、提供することもある。
トルコ言語協会の定義によると、ピデとは「イースト入りのパン生地から作られ、好みにより卵や挽肉やチーズやパストラミ等を乗せて焼いた薄くて平らな食べ物」ということである。
ラマダーンの時期になると、いつものパンではなくピデを食べる風習があり、今日でもトルコ国内では守らている。ラマザン・ピデ参照。